# Lázeňský dům čp. 58 (Kuks)
Barokní lázeňský dům čp. 58 se nachází na levém břehu Labe naproti mostu v obci Kuks v okrese Trutnov v Královéhradeckém kraji. Dům čp. 58 byl spolu se sousedním identicky koncipovaným domem čp. 57 vybudován v první dekádě 18. století jako součást výstavného lázeňského komplexu Kuks (německy Bad Kukus), založeného majitelem panství Choustníkovo Hradiště hrabětem Františkem Antonínem Šporkem.
Lázeňský dům čp. 58 je součástí památkové rezervace Kuks, která byla vyhlášena Ministerstvem kultury České socialistické republiky s platností od 1. června 1971. Po rekonstrukci a dostavbě objektu, ukončené v roce 2014, zde bylo zřízeno Rentzovo muzeum, věnované dílu německého grafika a rytce Michaela Heinricha Rentze, který přišel do Kuksu v roce 1722 a zaujímal významné místo ve službách hraběte Šporka.

## Historie
Hrabě František Antonín Špork začal budovat své slavné lázně Kuks v roce 1692. Pro výstavbu byl zvolen svah na levém břehu Labem kde vyvěralo několik pramenů. Do roku 1696 zde vznikly první lázeňské budovy, v té době převážně dřevěné.  

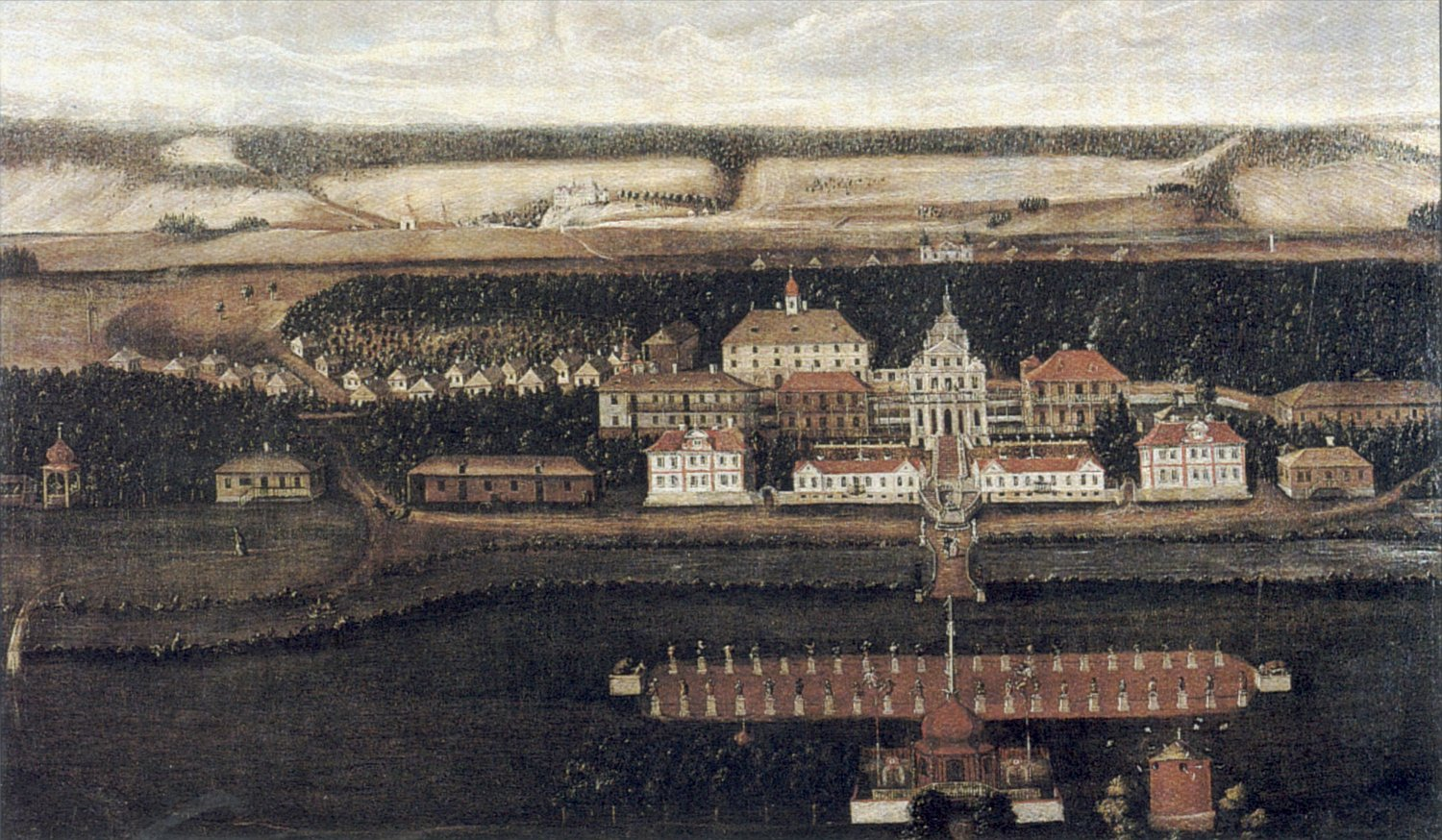
Lázně Kuks mezi roky 1720 a 1729 (pohled od hospitálu). Lázeňské domy čp. 58 a 57 jsou na břehu Labe mezi mostem a zámkem vedle schodiště

První velkou zděnou stavbou, určenou pro návštěvníky lázní a Šporkovy hosty byl hostinec U Zlatého slunce, postavený v roce 1699. Po roce 1700, převážně v roce 1703, byl západně od zmíněného hostince vybudován soubor roubených domků, určených pro ubytování řemeslníků, panských služebníků a lázeňského personálu. 
Lázeňský dům čp. 58 byl zároveň se zrcadlově umístěným domem čp. 57 vystavěný v letech 1707–1708 jako jeden z nových lázeňských objektů v Kuksu u paty „kaskádového“ schodiště se sochami Tritonů, vedoucího k lázním a Šporkovu zámečku . Po Šporkově smrti v roce 1738 lázně, které pařily díky své výstavnosti a bohatému kulturnímu životu k nejvyhlášenějším v Evropě, začaly pomalu upadat. V druhé polovině 19. století byl v domě čp. 58 hostinec Zum Ersten Jagdhorn (v překladu z němčiny U prvního loveckého rohu), o století později zde bylo dokonce řeznictví. Dům byl částečně zbořen v roce 1988 a ještě na počátku nového milénia byl ruinou.

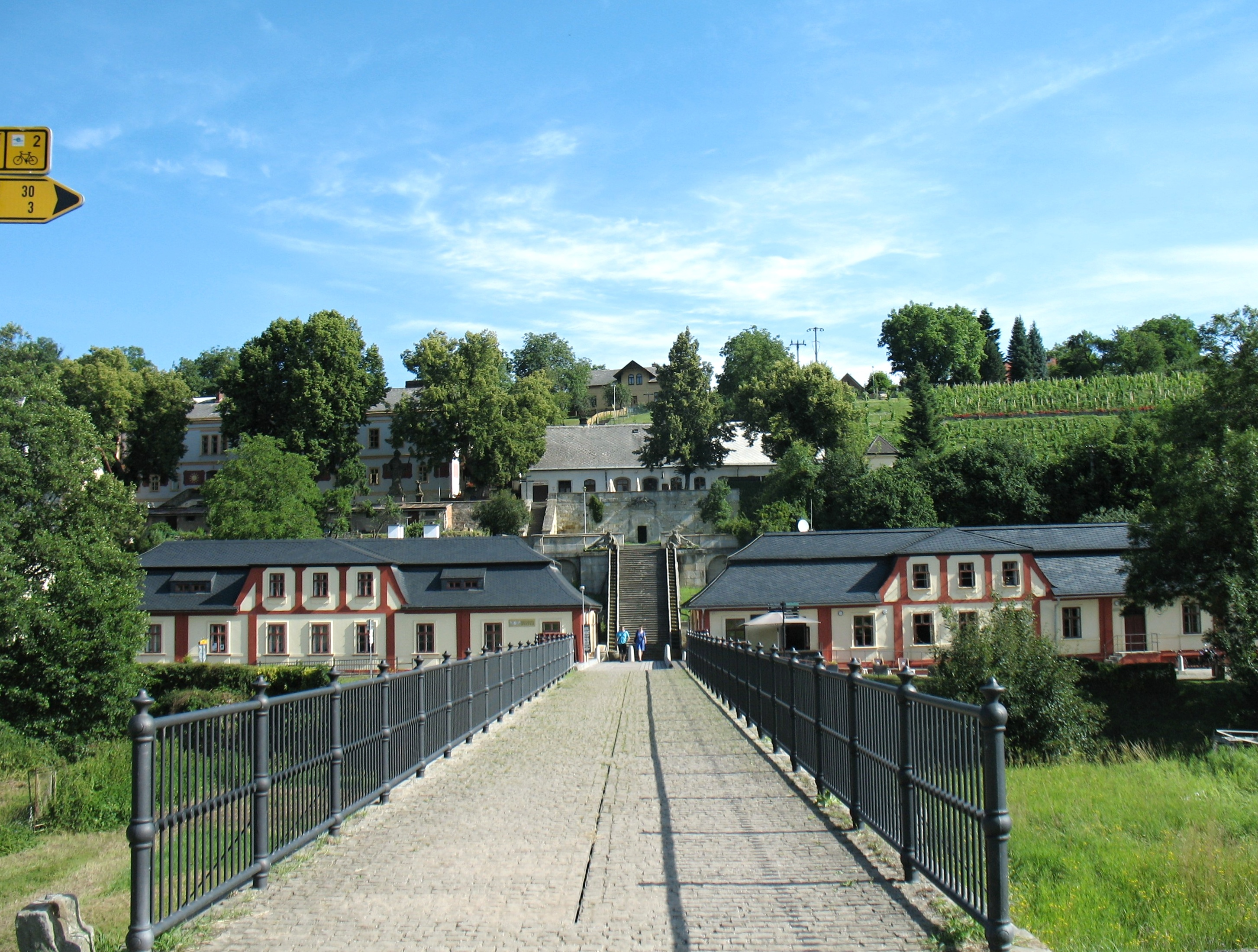
Pohled na domy čp. 58 (vlevo) a 57 o 300 let později

Od roku 2006 se zvyšovalo úsilí o záchranu a obnovu barokního stavebního komplexu v Kuksu. V roce 2011 byla potvrzena částka 460 milionů korun z prostředků Evropské unie na rekonstrukci kukského hospitálu. Dalších 75 milionů bylo určeno na revitalizaci a úpravy v obci Kuks v prostoru někdejších lázní. V rámci hlavní etapy rekonstrukce a revitalizace kukských památek, která proběhla v letech 2013 až 2015, byl rekonstruován také bývalý lázeňský dům čp. 58. Rekonstrukce domu čp. 58 byla zahájena v září roku 2012. Projekt „Rentzovo muzeum barokního tisku Kuks“ byl dokončen v březnu 2014.

## Popis

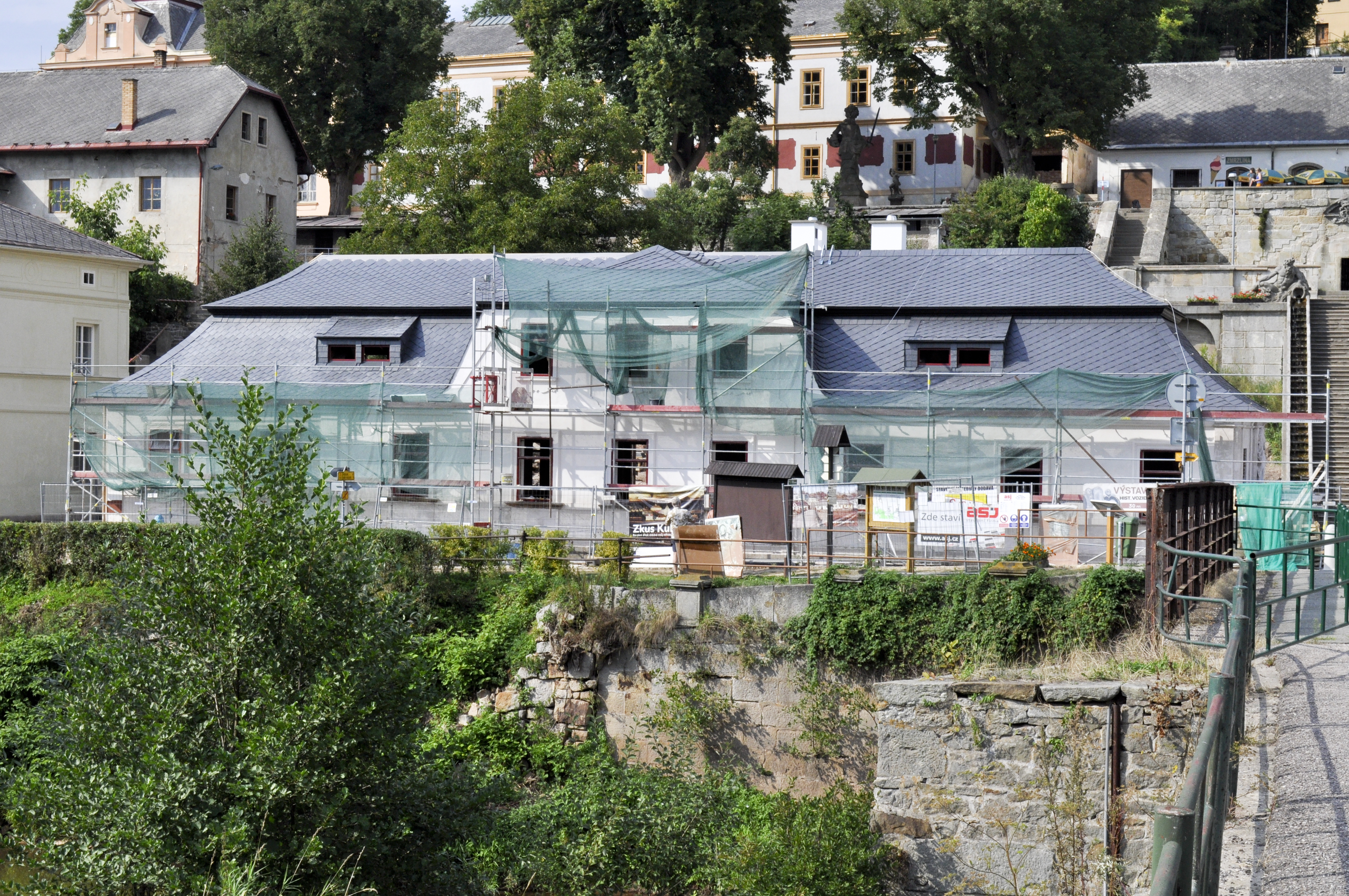
Zchátralý dům čp. 58 během rekonstrukce (rok 2013)

Obdélný přízemní dům čp. 58 s mansardovou střechou, postavený souběžně s řekou, se nachází na labském nábřeží vlevo u paty kaskádového schodiště. Dům tvoří protějšek k stavebně identickému, rovněž památkově chráněnému domu čp. 57. Celá západní polovina domu, která předtím prakticky zanikla, je až na část obvodových zdí nově vystavěna. Na jižní fasádě je devět okenních os s obdélnými okny. Ve střeše nad průčelím byl obnoven vikýř se třemi okny. Na západní straně domu byla dvě okna a dveře do zadní chodby, na východní straně je kamenná nika s konchou a nádrží na vodu, ve štítě je dvojice obdélných oken a trojúhelné okénko. Fasáda na jižní straně má bosovaný střed a je členěna pilastry a podokenními nástavci. Po rekonstrukci byla obnovena původní barevnost fasády – bílá s červeným dekorem.

## Rentzovo muzeum
Muzeum M. H. Rentze, které ukazuje průřez dílem tohoto významného grafika a rytce, bylo otevřeno 3. května 2014. V expozici je představeno Rentzovo dílo, které vzniklo ve službách majitele panství a mecenáše umělců Františka Antonína Šporka – Rentzovy grafické listy a ilustrace ke knihám, které byly vydány hrabětem Šporkem, včetně Velké veduty Kuksu, Knihy poustevníků, Křesťanského roku a Tance smrti. V muzeu jsou též ukázky z tvorby hradeckých barokních knihtiskařů Jana Jakuba Komarka-Boemo a Václava Jana Tibeliho. Zakladatelem a správcem muzea je vlastník domu čp. 58, muzikolog a profesor královéhradecké univerzity Stanislav Bohadlo.
V budově muzea se dále nachází dílna modrotiskových forem a dílny dřevořezu, výroby ručního papíru, mědirytu, vazby knih a historický knihtiskařský lis. Součástí činnosti muzea je nabídka grafických a knihařských workshopů včetně tisku na látku a tisku na knihtiskařském lisu ze 17. století. Na terase u budovy muzea je replika lešení barokního pouličního divadla s možností live-kamerového přenosu. V nabídce muzea je rovněž naučná stezka okolo šesti barokních pousteven, které byly vybudovány na někdejším Šporkově panství.

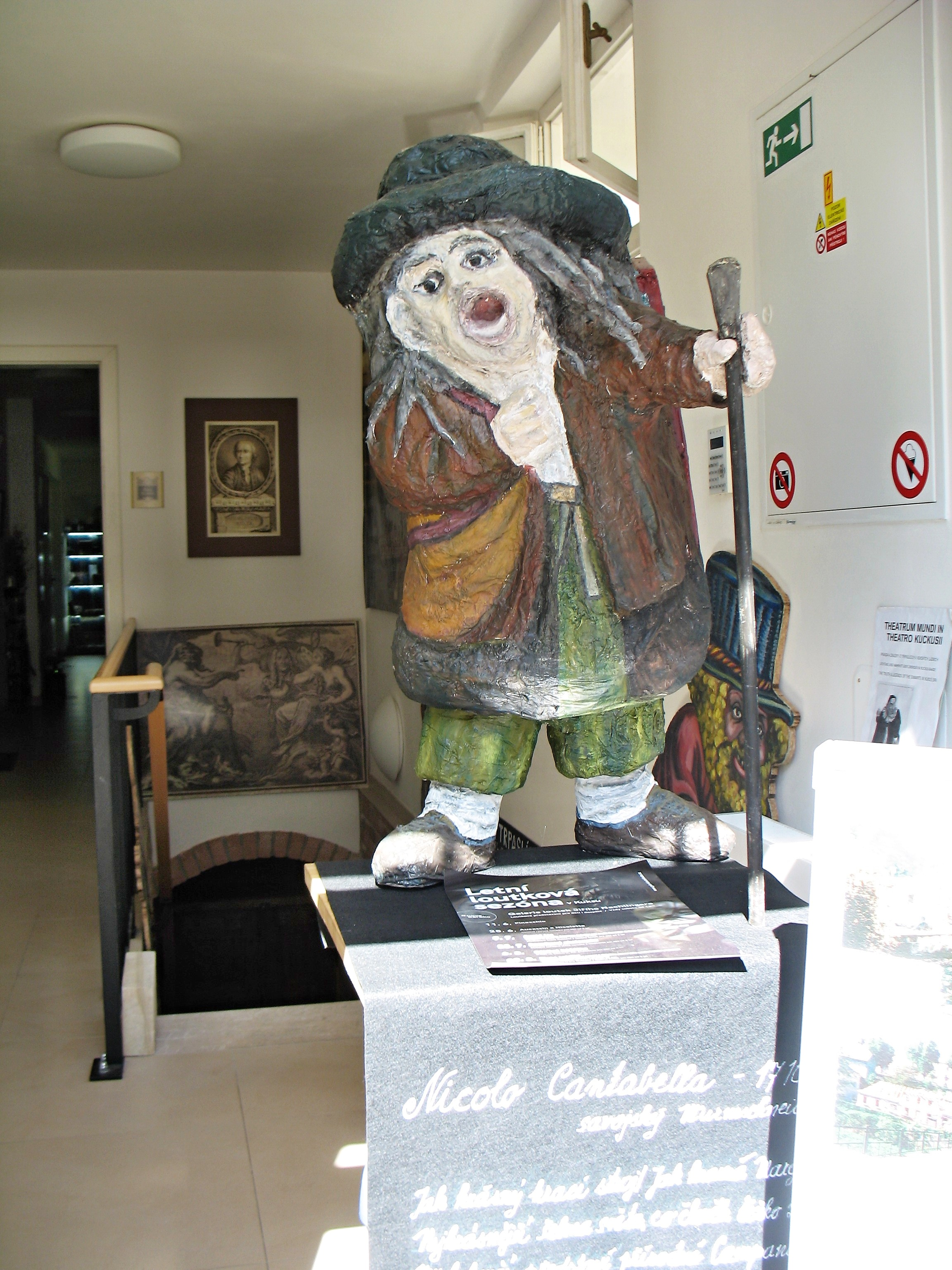
Vstup do muzea
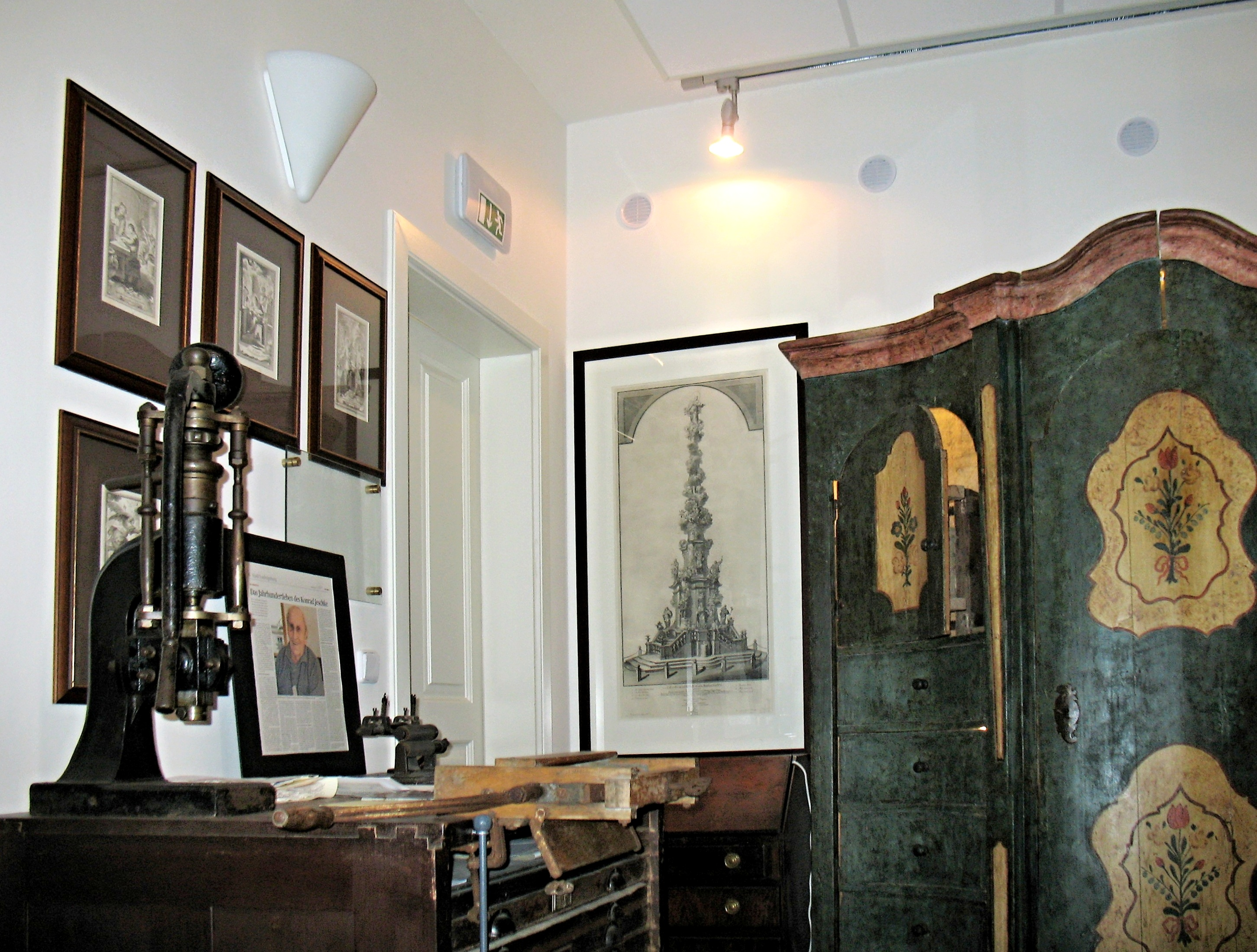
Expozice v přízemí
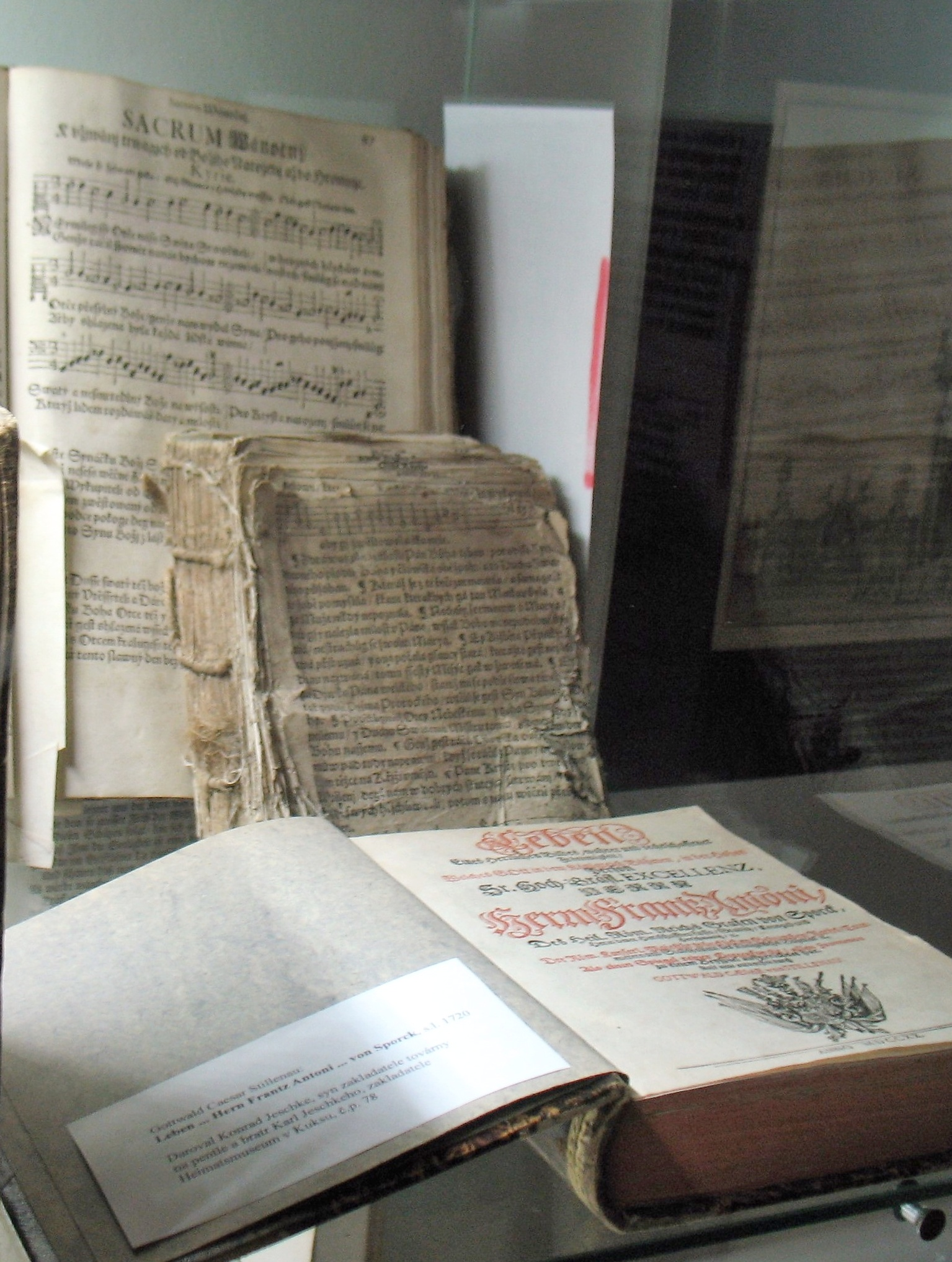
Ukázky barokního tisku
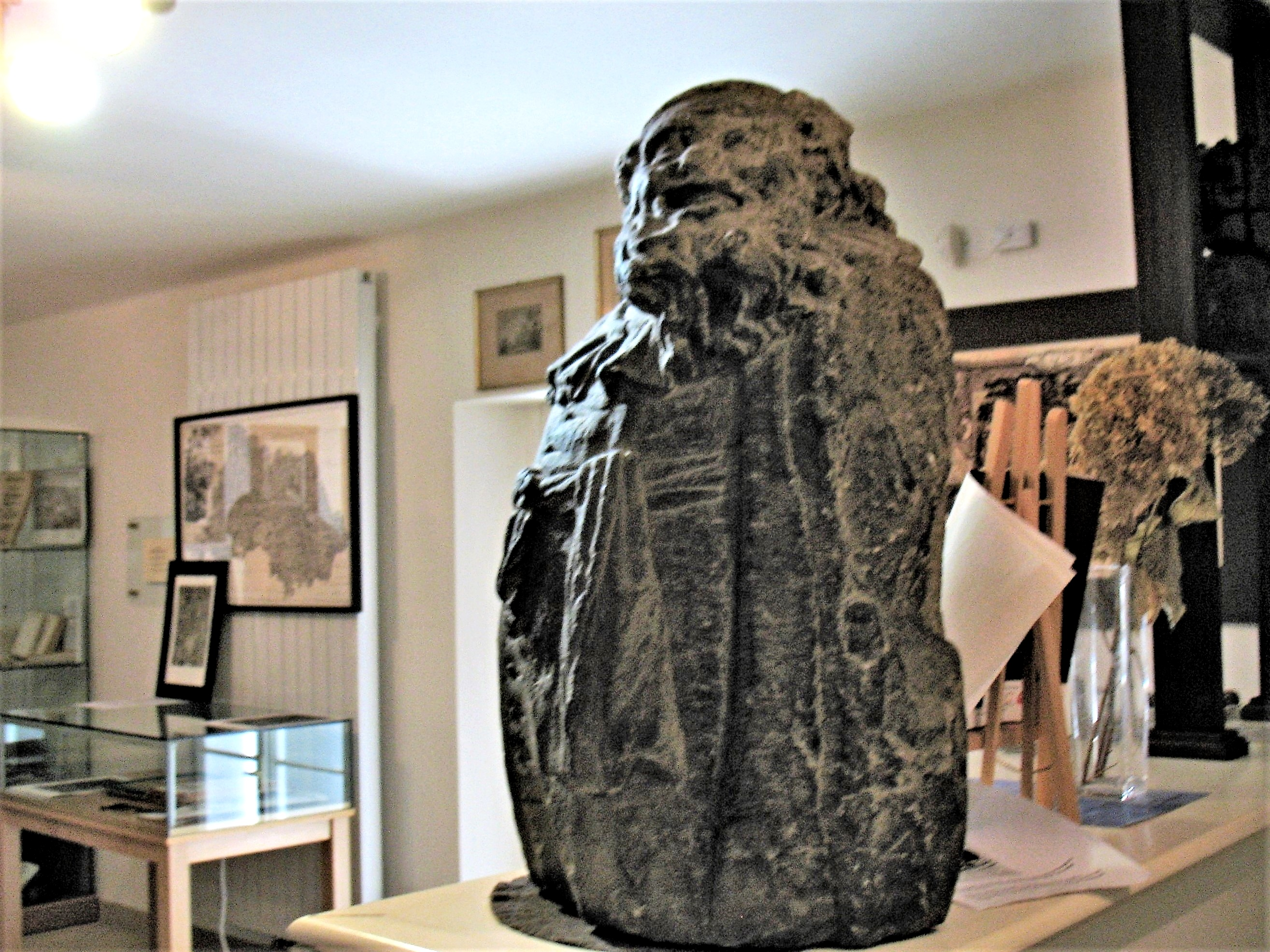
Jedna z původních sošek kukských trpaslíků
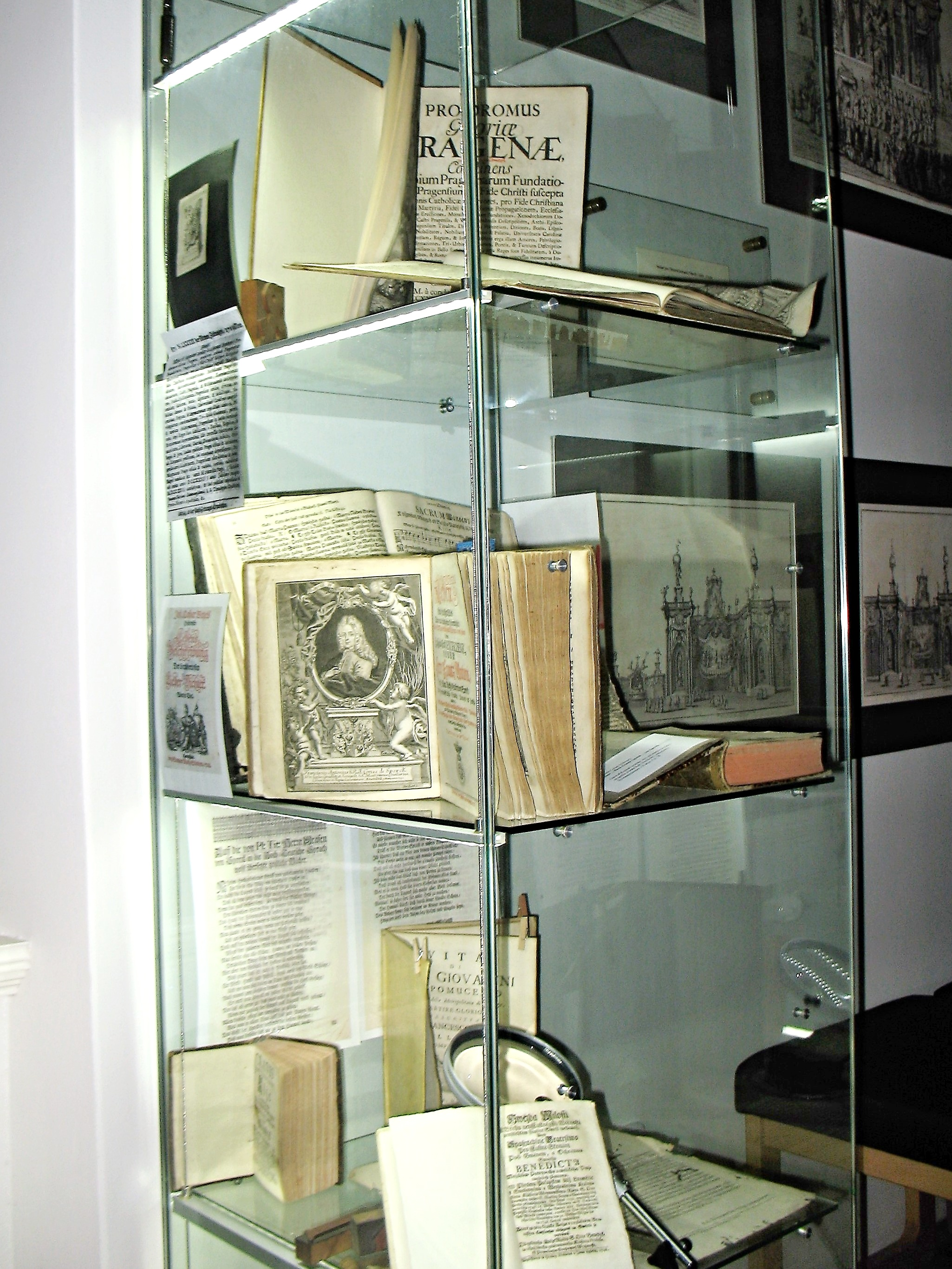
Publikace z 18. století